# ∀ガンダム
『∀ガンダム』（ターンエーガンダム、Turn A Gundam）は、サンライズ製作のテレビアニメで、『ガンダムシリーズ』に属するロボットアニメ作品。1999年（平成11年）4月9日から2000年（平成12年）4月14日までフジテレビ系列（一部を除く）で全50話が放送された。略称は「∀」（ターンエー）。20世紀最後のガンダムシリーズ。2002年にはアニメーション映画として『∀ガンダムI 地球光』と『∀ガンダムII 月光蝶』が2部作として劇場公開された。

## 概要
総監督にガンダムの生みの親である富野由悠季が就き、メカニックデザインに映画『ブレードランナー』『スタートレック』のシド・ミード、キャラクター原案にゲーム『ストリートファイター』などを手がけたカプコン（当時）の安田朗が参加した。音楽は富野の前作『ブレンパワード』から引き続いて菅野よう子が担当した。
ミードの∀ガンダムのデザインは機械の合理性を強調したもので、従来のガンダムタイプとは大きく異なる外観を持つ。これは、放映当時から不満の声が多く、富野は書籍のインタビューなどで「僕がガンダムのメカ・ファンだったら『∀』は承認しない。そんなことはわかっている」「（当時）あれ以上のものを手に入れる事ができなかった」などと発言している。劇中でも∀ガンダムは「不細工だ」と言われるシーンがある。
ガンダムシリーズで唯一、外国人デザイナーがメカニックデザインを務めた作品である。

## 作品
『機動戦士ガンダム』誕生20周年記念作品として製作されたTVアニメシリーズであり、『機動戦士Vガンダム』以来5年ぶりにガンダムシリーズの生みの親である富野由悠季が総監督を務めた。
企画の時点でのタイトルは、『リング・オブ・ガンダム』であった。これは富野の、「『リング・オブ・イデオン』は無理だから、『リング・オブ・ガンダム』という名称でイデオンみたいな輪廻の物語をやりたい」という趣旨による。このタイトルは後に、ガンダム30周年記念として富野が制作したショートフィルム作品『リング・オブ・ガンダム』に用いられた。
それまでのガンダム作品とは異なり、悲惨な戦場の描写は少なく、政治的な駆け引きのシーンが多い。また19世紀後半から20世紀初頭のアメリカ合衆国をモデルにした舞台を設定しており、牧歌的で穏やかな情景描写が多い。物語には『竹取物語』や『とりかへばや物語』、『猿の惑星』（第1作）をベースにしている部分がある。これについて富野は「SF作品でありがちな“恣意的につくっていく社会構造”をルーズにすることができて、作品的に成功している」「人の動きが狭いところには落ちていなくて、いつもゆったりと風が吹いているようなところがある」と語る。
月の女王ディアナ・ソレルが物語において重要な位置を占めている。他にも個性的な女性キャラクターが多数登場し、音楽は菅野よう子が担当するなど、「ガンダムシリーズではとくに女性的な作品」と言われることがある。
メカデザインを担当したシド・ミードは世界的に高く評価されているデザイナーであるが、日本のアニメロボットをデザインした経験は乏しく、自分の描いたカイゼル髭のガンダムが日本で受け入れられるかどうか悩んでいた。そこで友人のデザイナーの村上克司に相談した。村上は「大丈夫、まったく問題ない。俺にもこういうのがある」と自分の作品集をミードに送った。そこには頬から巨大なトゲをはやした『ゴッドシグマ』が載っていた。これに勇気づけられてミードは主役メカ、∀ガンダムのデザインを決定した。
∀ガンダムのデザインを見たバンダイの川口克己ははじめ違和感を覚えたものの、「Gガンの経験」（『機動武闘伝Gガンダム』はホビーショーで「ガンダムじゃない」と激しく批判されたが、夏頃には称賛されるようになった）から「ありかな」と考えた。さらに『新世紀エヴァンゲリオン』のヒット以来、バンダイ側はアニメ制作に干渉しなくなっており、∀ガンダムのデザインはバンダイ側からは特に反対されなかった（川口によるとこれは『ブレンパワード』や『ガサラキ』も同様だったという）。
放送当時、プラモデルはあまり売れず、バンダイの関連商品売り上げは176億円と商業的人気は大きなものとはならなかった。これについて富野総監督ら製作スタッフたちは、「普通の人（＝いわゆるオタクではない人）を相手にしているから」と語っている。ガンダムファンの間では、キャラクターデザインやメカニックデザインの特徴、なによりそれまでのシリーズとは一線を画した内容から好き嫌いの反応がはっきり分かれるとされる。
自分の作品を褒めることの少ない富野ではあるが、本作品は褒めることが多い。なお、『月刊ニュータイプ』誌上で富野は、2005年に公開された『劇場版 機動戦士Ζガンダム』と同じく、20年後に『新訳劇場版 ∀ガンダム』を創りたいと述べた。なお、朴璐美（ロラン）と高橋理恵子（キエル／ディアナ）も、その時には同じ役で出たいとコメントしていた。

### ガンダムシリーズ作品群との繋がり
「∀」という記号は、集合論や論理学で用いられる全称記号であり、「全ての〜」を意味する。「A（最初）に戻る」という意味からターンエーと読むこととした。つまり『∀ガンダム』には、『機動戦士ガンダム』を始めとした「宇宙世紀シリーズ」の歴史だけでなく、それぞれ独立した世界観を持つ「未来世紀」や「アフターコロニー」、「アフターウォー」といった富野が制作に携わっていない作品群の歴史全てを総括したいという思いが込められている。それゆえ、人類の幾多にも及ぶ宇宙戦争の歴史を「黒歴史」と総称し、「地球に住む人類と、宇宙に進出したコロニーや月に住む人類との幾多にも及ぶ戦争は、どういう結末を迎えたのか?」といった部分も作中で語られ、見方によっては、すべてのガンダム作品が最終的に行き着く、富野曰く「ガンダムの総決算」的作品となっている。
なお、『∀ガンダム』の後年に発表された『SEED』シリーズの「コズミック・イラ」もサンライズ監修の漫画『∀ガンダム 月の風』（著者：安田朗）にて黒歴史に含まれるとされた。「コズミック・イラ」、『機動戦士ガンダム00』の「西暦」、『機動戦士ガンダムAGE』の「アドバンスド・ジェネレーション」、『機動戦士ガンダム 鉄血のオルフェンズ』の「ポスト・ディザスター」などの、本作の後年に発表された他のガンダムシリーズ作品も黒歴史に含まれるかについて、富野は「（「∀」という記号には）“以後”ということも含めてあるので、『∀ガンダム』以降の作品についても認められるようになったわけです。『∀ガンダム』の時代に辿り着くまでには、あと100本の『ガンダム』を作っても余裕がある時間を作ってある」と語っており、他のガンダム作品を劇中のアニメ作品として扱い機動兵器としての「ガンダム」ではなく「ガンプラ」をテーマにした作品（『模型戦士ガンプラビルダーズ ビギニングG』や『ガンダムビルドファイターズ』など）を除いた、これから将来制作されるであろう新たな『ガンダムシリーズ』もすべて含めて、黒歴史の一部として包含されるものとして紹介されている。また同時に富野は「『∀ガンダム』以後のガンダム作品を描くとしたら、自分で作るつもりです。そうした設定があるために『∀ガンダム』において、ロランとディアナの物語は完結を迎えましたが、ガンダムについては触れていないんです。マウンテンサイクルという設定も“どこから何年後”という表現を避けるために考えたものなんですよ」とも述べている。
本作の後に、同じく富野が制作した『ガンダム Gのレコンギスタ』の時系列は、『∀ガンダム』で描かれる「正暦（コレクト・センチュリー＝C.C.）」よりも前の時代に位置すると公式関連書籍などで紹介されている。だが後に、富野はトークショーにて『Gのレコンギスタ』は『∀ガンダム』から約500年後頃を想定して制作したと発言している。これは、それまで公式が公開してきた時系列の設定（『Gのレコンギスタ』⇒『∀ガンダム』）と異なる上、宇宙世紀を「約1000年前の“前世紀”」として扱う『Gのレコンギスタ』の設定と、宇宙世紀を「約1万年前の“太古”」として扱う『∀ガンダム』の設定とで矛盾が生じる。だが、この発言を受けるならば『Gのレコンギスタ』に関しては黒歴史に含まれないことになる。それと同時に、自身が単独でシリーズ全体の設定を決定する権限がないことにも触れ、「（公式が自身の見解と異なる時系列を発表していたことについて）それはそれでいいんです」「皆さんなりに“ガンダム全史”みたいなものを作っていたたければいい」と前置きしつつも「その時には『Gのレコンギスタ』の位置付けが、今言った所（『∀ガンダム』⇒『Gのレコンギスタ』）に置いていただけたら嬉しく思います」と述べている。これから、どちらがシリーズ全体の公式な設定となるかは現状は不明。この発言を受けて、聞き手を務めていたサンライズの小形尚弘プロデューサーは「色々と整理したいと思いますので、来場者の皆さんは今日聞いたことは一旦胸の内にしまって頂いて。次の何かの機会に、しれっとそうなってる可能性はありますので」と答えた。

## ストーリー
『月の民』（ムーンレィス）のロラン・セアックは、地球先行潜入員に選ばれ、フランとキースとともに地球に降下する。ハイム鉱山を目指す道すがらロランはうっかり川で溺れ、「成人式」の禊ぎのため川に居たハイム姉妹に助けられる。その姉・キエル・ハイムは月の女王ディアナに瓜二つであった。キエルの計らいでハイム鉱山に職を得たロランはその後ハイム家の運転手となり、フランとキースもそれぞれ新聞印刷所とパン屋の従業員としてノックスに暮らし始める。姉妹の妹・ソシエはどこか普通とは異なるロランに興味を抱き、なにかにつけ詮索する。その頃、イングレッサ領主・グエン・ラインフォードはムーンレィスによるアメリア大陸への入植要請に対応していた。彼らに脅威を感じたグエンは市民軍「ミリシャ」を増強し、飛行機などの兵器の生産を急がせていた。
ロランがヴィシニティで暮らし始めて2年が経った夏至の日の夜のこと。ロランはソシエと共に「成人式」の祭りに参加していた。自分もヴィシニティの住人として認められたことに驚喜するロラン。一方、キエルはグエンの主催するノックスでの晩餐会に出席していた。そんなとき、突如として月の女王の軍・ディアナ・カウンターがノックスを襲撃する。先遣隊のポゥ・エイジはミリシャの戦闘機との交戦で禁じられていた大型ビームを放ち、街を破壊する。「ホワイトドール」の神像で儀式を行っていたロランとソシエは、攻撃に反応して突如動き出した「ホワイトドール」（∀ガンダム）に偶然乗り込み、ビームライフルで応戦する。それはディアナ・カウンターとミリシャ双方に衝撃をもたらした。
グエンは地球にまだまだ機械人形(MS)が埋まっていると考え、技術者のシド・ムンザに発掘を命じる。自宅に戻ったロランとソシエは、ハイム家当主ディランが戦火に巻き込まれ亡くなったことを知らされる。ショックから寝込むソシエだったが、親友のメシェーに焚きつけられ、ミリシャに入隊。キエルも父の死の知らせでおかしくなってしまった母親に心を痛めていた。
平和を願い、地球に帰化したいと考えていたロランたちは、ムーンレィスと地球人との間に戦争が起きることを恐れていた。技術的に大きく劣る地球側は、∀のパイロットとしてロランに期待を高めることとなる。
そうした混沌とした情勢の中、月の女王・ディアナ・ソレルが地球に降臨する。ロランはディアナ・カウンターの親衛隊長ハリー・オードと共にディアナを迎える。威厳に満ちたディアナは相互に理解を深めるためパーティの開催を宣言。グエンの悪趣味な計らいで「MSホワイトドールの貴婦人パイロット・ローラ・ローラ」に仕立て上げられ女装させられたロランはディアナと謁見する。ロランはディアナの考えを知り、共に平和への道を模索することを決意する。
一方、ディアナはキエルと出会い、互いに瓜二つであることに驚く。戯れに入れ替わった二人だが、キエルとなったディアナは地球に暮らす人々の実情を知り、ディアナとなったキエルはディアナの置かれた危うい立場を知る。そんな中でイングレッサが占領され、入れ替わりを戻す機会を失ったまま二人はそれぞれの立場で行動する。ディアナの真意を知るキエルは側近の求めに応じず、予定されていた「建国宣言」をとりやめ双方の和解を演説で訴えかける。
相互に戦力を増強するミリシャとディアナ・カウンター。ソシエとメシェーはシドの発掘したMSカプルの専属パイロットとなる。ムーンレィスにもミリシャに協力するホレスやキースのような者も現れる。また、ミリシャには隣領ボルジャーノも参戦。彼らはかつてザクと呼ばれていたMSをボルジャーノンとして部隊運用していた。その隊長・ギャバンは女だてらにMSを乗りこなすソシエに惚れ込み求婚する。
一方、ディアナ・カウンターには補充兵としてディアナにより禁固刑に処されていたコレン・ナンダーが加わる。コレンはロランの駆る「ホワイトドール」をガンダムと呼び執拗につけ狙う。コレンとの戦いの最中にキエルだと思っていた人物がディアナ本人であることを知ったロランは苦悩し、激しく自分を責める。また、ムーンレィスの地球先行潜入員の末裔であるレット隊がディアナ・カウンターに合流する。地上での戦いを熟知した彼らが参戦したことにより、ロランたちはさらに苦しい戦いを余儀なくされる。
やがてディアナ・カウンター内部に潜り込んだ反ディアナを掲げるアグリッパ派が暗躍を始める。月の執政官・アグリッパ・メンテナーはディアナが不在のうちに月の支配権を掌握。工作員のテテスやミドガルドを差し向けて、ディアナの命を狙う。キエルとディアナが入れ替わった事実を後に知ったハリーは暗殺の危機に直面するキエルを守るうち、互いに恋心を抱くようになる。
新兵器を求めてマウンテンサイクルの発掘を続ける双方は禁断の兵器である「核ミサイル」を発掘してしまう。その危険性を知るゼノアは双方に注意を呼びかけるが聞き入れられず、戦闘の最中に核爆発に巻き込まれたギャバンは戦死。「真夜中の夜明け」にロランたちは戦慄する。ゼノアは残る核ミサイルをその危険性を十分に理解するロランに託した。
ミドガルドに拉致されたキエルはディアナとして月に連行される。その行方を追うため宇宙に飛び立ったロランたちはレット隊を味方に引き入れ、その行く手を阻む月の武人・ギム・ギンガナムと対決する。封印された「闘争本能」に目覚めたギンガナムは月のマウンテンサイクルでターンXを発掘。暴走して好戦的になるギンガナムに穏健主義者のアグリッパも手を焼くようになる。月に降り立ったロランたちはアグリッパの管理する「冬の宮殿」にて黒歴史の真実を目の当たりにし、∀が月光蝶により地球文明を滅ぼしたことを知る。アグリッパを言葉巧みに籠絡して器量を見せたリリ・ボルジャーノは和平を願うディアナへの協力を約束。ディアナ・カウンターと各領ミリシャの全面衝突は避けられたかに思えたが、グエンは野心に取り憑かれ、密かにギンガナムと手を握り、地球の支配権を握ろうと画策。ロランをも抱き込もうとするグエンだったがロランはグエンと袂を分かつ。
再び地球に舞台を移し、ディアナが不在となったディアナ・カウンターはギンガナム部隊とイングレッサ・ミリシャの強襲により大混乱に陥る。ロランはリリの働きかけで同盟を結成した各領ミリシャと共に彼らと対決。またディアナが戻ったことでディアナ・カウンターも体勢を立て直す。だが、ギンガナムの駆るターンXの猛威に苦戦を強いられる。ロランは「戦いを止めるための戦い」に身を投じ、ギンガナムとの一騎討ちに臨む。
ロランがギンガナムに勝利したことで戦いは終結。∀とターンXは激しい戦いの後に自らが作り出した繭の中に埋もれた。ディアナ・カウンターとミリシャとの間に和平が結ばれ、地球への帰還を望む人々が帰化する一方でディアナは隠棲を決意する。
出会いの春が過ぎ、戦いの夏が終わり、和解の秋も去り、別れの冬が来た。降りしきる雪の中、人々はそれぞれの道を歩みだす。キエルは新たな「ディアナ・ソレル」としてハリーと共に月に戻ることになり、夢破れたグエンは海の彼方へと去る。そしてロランは涙ながらに止めるソシエを振り切り、ディアナとの穏やかな生活を選ぶのだった。

## 登場人物
- ロラン・セアック（声 - 朴璐美）
- キエル・ハイム / ディアナ・ソレル（声 - 高橋理恵子）
- ソシエ・ハイム（声 - 村田秋乃）
- グエン・サード・ラインフォード（声 - 青羽剛）
- ハリー・オード（声 - 稲田徹）
- キース・レジェ（声 - 福山潤）
- フラン・ドール（声 - 渡辺久美子）
- シド・ムンザ（声 - 野島昭生）
- リリ・ボルジャーノ（声 - 小林愛）
- ギャバン・グーニー（声 - 大塚芳忠）
- フィル・アッカマン（声 - 小山剛志）
- ヤーニ・オビュス（声 - 桐本琢也）
- ミハエル・ゲルン（声 - 金尾哲夫）
- ポゥ・エイジ（声 - 中西裕美子）
- ジョゼフ・ヨット（声 - 佐藤せつじ）
- ミラン・レックス（声 - 曽我部和恭）
- アジ大佐（声 - 仲野裕）
- コレン・ナンダー（声 - 川津泰彦）
- ブルーノ（声 - 田中一成）
- サム / ヤコップ（声 - 宇垣秀成）
- ジェシカ（声 - 秋元千賀子）
- ハイム夫妻（ディラン・ハイム（声 - 長克巳） / ハイム夫人（声 - 北條文栄））
- メシェー・クン（声 - 鬼頭典子）
- ラダラム・クン（声 - 沢木郁也）
- ホレス・ニーベン（声 - 掛川裕彦）
- キャンサー・カフカ（声 - 高乃麗）
- ムロン・ムロン（声 - 立木文彦）
- ギム・ギンガナム（声 - 子安武人）
- メリーベル・ガジット（声 - 夏樹リオ）
- マリガン中佐 / アグリッパ・メンテナー（声 - 石丸博也）
- スエッソン・ステロ（声 - ウガンダ・トラ）
- テテス・ハレ / リンダ・ハレ（声 - 冬馬由美）

## 登場兵器
∀ガンダム
劇中序盤までは「ホワイトドール」としてヴィシニティの人々に崇められていた。ウォドムの攻撃に呼応して起動し、ビームライフル（使用後に融解）で応戦する。成人の儀式でたまたま居合わせたロランをパイロット認証。その後はイングレッサ・ミリシャの旗機として活躍。「ホワイトドール」「ヒゲ（白ヒゲ）」の通称で呼ばれ、「ガンダム」の呼称はコレンとロランが一度ずつ。「∀ガンダム」もテテス、ロランが一度ずつ。「∀」は第43話以降で使用された。
グエンの悪趣味な計らいで貴婦人ローラ・ローラ（女装したロラン）が女だてらに駆るとディアナ・カウンター側には認識させる。
Iフィールドジェネレーターを兼ねた「ビームサーベル」や発掘された専用兵器と思しき「ガンダムハンマー（ハイパーハンマー）」などを使った近接戦主体の戦い方から、ホレスら月の技術者がミリシャの協力者となった後に復元した「ビームライフル」も使用するようになる。また、胸のサイロに発掘後に危険だとして回収・格納した「核ミサイル」を搭載。さらに黒歴史の内容が開示されたことで本機最大の武器であり、禁断のナノマシン兵器「月光蝶」も使用可能となり、単機での飛行能力も判明する。股間部分のコックピット回りがコア・ファイターに変形する。
その実、文明を滅ぼすほどの強大な性能でシリーズ最強ともされるが、戦いを回避しようというロランの努力で極力穏便に運用された。また劇中、牛の運搬や洗濯機がわり等といった他のガンダムシリーズにない使われ方もされた。そのためかガンプラ「MG ∀ガンダム」にはパーツとして牛が付属している。
ターンX
∀の兄弟機とされる。月のマウンテンサイクルで発掘される。胸には∀との交戦で負わされた古傷が残る。「シャイニングフィンガー」、「分離オールレンジ攻撃」、「月光蝶」とギミック満載で強力なMS。好戦的なギム・ギンガナムの愛機として運用される。∀との最大の違いがコクピットが頭部ということ。
カプル
もとはネオ・ジオンが開発使用していた水陸両用MSカプール。イングレッサで発掘された。水陸両用だと判明するのは劇中中盤で、ほぼ陸上兵器として使用される。パイロットはソシエ、メシェー。そして、最終盤で大規模改修を経た「コレン・カプル」がコレン機として運用された。
ボルジャーノン
もとはジオン軍の主力MSザクII。併せて発掘されたザクIと共にルジャーナ領で発掘される。ザクIの方が希少性が高かったため隊長機とされる。ルジャーナ・ミリシャのスエサイド部隊の主力機として運用され、隊長のギャバンがザクIをジョンとエイムズがザクIIを使用した。
フラット
月からの潜入員移送船として運用されていたMS。変形しての大気圏突入が可能で掘削機能を持つ。キースがイングレッサ・ミリシャに売却したことでディアナ・カウンター、ミリシャ、レット隊でそれぞれ運用されるという数奇な運命を辿った。イングレッサ・ミリシャでは主にジョゼフが使用する。
ウォドム
頭部に大口径ビーム砲を持つ大型MSでディアナ・カウンターの主力機。高速移動に際しては腕を後手に折りたたむ。ビーム砲の一撃でノックスの街を滅茶滅茶に破壊した。ポゥ、フィルらが使用した。
スモー
ディアナ親衛隊のMS。隊長機は金色で、他は銀色。それぞれ「ゴールド・スモー」（ハリー機）「シルバー・スモー」（ポゥ他）と呼称される。当初、MSデザイナーのシド・ミードはこれを「ガンダム」にする予定だったが、のっぺりとしてあまりにもガンダムのイメージからかけ離れている為、不採用となった。
ソレイユ
純白で城のような外観を持つディアナ・カウンターの旗艦。ディアナを乗せて地球に降下した。優美な外観にそぐわない重武装を備える。
アルマイヤー級
ディアナ・カウンターの主力艦艇。このうち一隻が改修後にロランたちが使用する「ホエールズ」。
ウィルゲム
地球で発掘された宇宙戦艦。名称は発掘者のウィル・ゲイムに由来する。イングレッサ・ミリシャの旗艦。
ギャロップ
地球で発掘された陸戦艇。『機動戦士ガンダム』劇中でランバ・ラル隊が使用した。サイズダウンしており、オリジナルと比べ小さい。名前はそのまま使用された。イングレッサ・ミリシャで運用される。

## 登場勢力
イングレッサ・ミリシャ
グエンが組織整備した地球側の抵抗部隊。地球の文明レベルが産業革命期程度であるため初期は主力が複葉機と火砲、たる爆弾だったが発掘でMSや陸戦艇、宇宙戦艦を持つようになる等徐々に戦力を拡大していった。後にグエンが私物化し、ギンガナムとの共闘によりロラン、ディアナの敵となる。
ディアナ・カウンター
ディアナが組織した月の民兵部隊。もともとは「交渉による穏便な入植」が目的で「戦闘」はディアナの本意ではなかった。肝心のディアナがアグリッパ派に拉致されてからは迷走。そのディアナが地球に帰還した後はイングレッサを除く各領ミリシャと連合軍を形成し、ギンガナムと戦う。
ディアナ親衛隊
ディアナ・カウンターとは指揮系統が異なる護衛部隊。指揮官はハリー。
ルジャーナ・ミリシャ
ルジャーナ領の抵抗部隊。スエサイド部隊などを擁する。イングレッサ・ミリシャと共闘するが、月からの帰還後はリリがディアナとの共闘を選択したため、イングレッサを除く他領のミリシャ、ディアナ・カウンターと共に連合軍を形成し、ギンガナムと戦う。
レット隊
月の先行潜入員たちで組織された部隊。地球降下後に世代交代で一種独特の文化・風俗を有する。当初はディアナ・カウンターと共闘してミリシャと戦うが、ディアナの拉致でイングレッサ・ミリシャに協力する。
ギンガナム艦隊
ギンガナムの私兵部隊。元々はディアナに忠誠を誓うが、ギム・ギンガナムがディアナに見切りをつけアグリッパに協力した後、イングレッサ・ミリシャと同盟して地球支配を目論む。

## 登場用語
マウンテン・サイクル
ナノマシンによって形成された特殊な土壌におおわれた山。その土壌のおかげで、黒歴史時代のさまざまな機器が経年変化から守られていた。研究者のシド・ムンザはこれを「生きている遺跡」と呼んだ。鉱山師によりいくつか謎の遺物が発掘されていたが、ホワイトドール起動により、高度な兵器が埋まっていることがわかり、各地で発掘がさかんになる。
最初に発見されたマウンテン・サイクルはビシニティ鉱山で、∀ガンダム（ホワイトドール）がなかばむき出しの状態で眠っていた。∀ガンダム専用の武器格納庫らしい物もあった。
マウンテン・サイクルのうちでも鉱山師によってとくに不吉とされていたのが「ロスト・マウンテン」である。放射性廃棄物のゴミ捨て場と考えられる。
月にもマウンテン・サイクルと似たような場所があるが、人工的に埋められている。
地球降下作戦
正歴2345年、月の民（ムーンレィス）が地球に帰還すべく最初に行った作戦。放射能に侵されていた地球が住める状態に回復したことがわかり（福井晴敏の小説版では、ムーンレィスが放射能除去のためにナノマシンを投下するなどしている）、およそ300年前から帰還の気運が高まっていた。正暦2343年、身体テストを兼ねて数人の先発隊を地球に潜入させた。同時期にアメリア大陸のイングレッサ地方の支配層と交渉を始めたが、決裂し実力帰還を決行した。地球人に対する殺傷行為は禁じられていたが、結果的にイングレッサ・ミリシャ（地球人）との間で戦争状態となった。
黒歴史
太古の宇宙文明時代に永きに渡って繰り返されていた数々の宇宙戦争の歴史の総称であり、『∀ガンダム』は黒歴史最後の大災害から復興し、数千年余りの時間をかけ、ある程度の生活・文明レベルを取り戻した「正暦」の時代の物語である。
超空間交通システム
黒歴史時代、太陽系と他の恒星系移民の交流に用いられたシステム。
超空間擾乱
超空間交通システムを妨害していた何らかのテロ、災害、戦乱。黒歴史の時代には既に沈静化し、交流が再開されている。
DG細胞災害
黒歴史の時代に起きた第一級テクノハザード。黒歴史の時代に開発された自己増殖・自己進化・自己修復を目的としたナノマシンにテロリストが介入し、プログラムにバグを注入した結果として人類とその文明を「自然を蝕む敵」と認識した事で起きたとされる。用語の元となった『機動武闘伝Gガンダム』との関係は不明。
ザックトレーガー
劇中および書籍作品に登場する巨大施設。正体はミノフスキー物理学を導入したロトベーター（テザー人工衛星）の一種。回転式軌道エレベーターとも呼ばれ、大質量の物体を燃料を消費することなく打ち出すことを目的とし、重力下からの離脱や降下作業などが行われる。部材にはナノテクノロジーやバイオテクノロジーを導入しており、損傷部位をナノマシンによって自己補修する。無補給かつ資源ストックだけでも推定5000年は保ち、メンテナンス次第では半永久的な活動も可能。長期的運用にあたり、低レベルに調律されたIフィールドを大気分子との衝突や微小隕石との衝突の阻止に用い、細かな損傷を未然に防いでいる。
「アデスの木（枝）」伝説では宇宙世紀末期に建造された軌道エレベーターの破片が姿を変えたと伝えられるが、実際には両者は独立した全く別の存在で、複数の固定式エレベーターの建造時代にも開きがある。
冬の城
メンテナー家によって管理されている複数の巨大な黒の球体。ムーンレィスの為に設置された人工冬眠装置で、一千万人を一度に眠らせる事が可能。内部には黒歴史に関するデータベースが存在する。

## スタッフ

### テレビシリーズスタッフ
（オープニングクレジットより）
- 企画 - サンライズ
- 原作 - 矢立肇、富野由悠季
- キャラクター原案 - 安田朗
- キャラクター設定 - 菱沼義仁
- メカニカルデザイン - 大河原邦男、シド・ミード、重田敦司、沙倉拓実
- 美術監督 - 池田繁美
- 色彩設計 - 笠森美代子
- 撮影監督 - 大神洋一
- 編集 - 山森重之
- 音楽 - 菅野よう子
- 音響監督 - 鶴岡陽太
- 制作協力 - ASATSU-DK、創通エージェンシー
- プロデューサー - 鈴木吉弘（フジテレビ）、富岡秀行（サンライズ）
- 総監督 - 富野由悠季
- 制作 - フジテレビ、サンライズ

### 劇場版スタッフ
- 企画・製作 - サンライズ
- 製作 - 吉井孝幸
- 企画 - 内田健二
- 原作 - 矢立肇、富野由悠季
- 脚本 - 星山博之、千葉克彦[注 3]、高山治郎、浅川美也、高橋哲子、太田愛[注 3]、大河内一楼[注 4]
- キャラクター原案 - 安田朗
- キャラクター設定、総作画監督 - 菱沼義仁
- メカニカルデザイン - 大河原邦男、シド・ミード、重田敦司、沙倉拓実
- 美術監督 - 池田繁美
- 色彩設計 - 笠森美代子
- 撮影監督 - 大神洋一
- 編集 - 山森重之
- 音楽 - 菅野よう子
- 音響監督 - 鶴岡陽太
- 音響効果 - 笠松広司
- プロデューサー - 河口佳高、久保聡
- 総監督 - 富野由悠季

## 主題歌

### オープニングテーマ
※2曲共に冒頭部分では過去のガンダムシリーズの映像を流した破片状のものが流れている。
「ターンAターン」（第2話 - 第38話）
作詞 - 井荻麟 / 作曲 - 小林亜星 / 編曲 - 矢田部正 / 唄 - 西城秀樹（キングレコード）
ガンダムシリーズのオープニング主題歌の中で、放送期間が2クールを超えたものは初代ガンダムのOPを除いて現段階ではこの曲が最後である。また、機動戦士ガンダムΖΖ以来、約12年ぶりに歌詞字幕が流れていない。第16話のみ短縮版が流れたバージョンが放送されたことがある。
西城秀樹の起用は小林亜星の指名による。小林が本作を作成している時にふたりは「寺内貫太郎一家」の舞台で共演しており、また西城はちょうどBMG JAPANからポリドール・レコード（現・ユニバーサル ミュージックLLC）への移籍の狭間で契約が切れている期間だったため、キングレコードから発売することができた。また、西城はレコーディングにあたり、かつて『機動戦士Ζガンダム』の主題歌を歌っていた森口博子に問合せを行っている。
「寺内貫太郎一家」舞台公演のスケジュールとの兼ね合いで、番組オンエアの2週間前に音源があがるという強行スケジュールだったが、富野総監督は詞をもとに大まかなあたりをつけ、先にOP映像の絵コンテを完成させるという荒技を行った（通常は音源にタイミングを合わせ構成を立てる）。
富野総監督は「ターンAターン」を非常に気に入っていたが、売り上げが良くなかったため後期OPを作ることとなった。ただしカラオケでは結構歌われている。
「CENTURY COLOR」（第39話 - 第50話）
作詞 - 井荻麟、浜口祐夢 / 作曲 - 浜口祐夢 / 編曲 - RAY-GUNS / 唄 - RAY-GUNS

### エンディングテーマ
「AURA」（第1話 - 第15話、第17話 - 第40話）
作詞・作曲 - 谷村新司 / 編曲 - 菅野よう子 / 唄 - 谷村新司（ポニーキャニオン）
放送当時のアニメ雑誌で「“AURA”とは、古代ギリシャ語で“夜明けに吹く一番最初の風”という意味である」と書かれていた。なお、谷村が起用された理由は、富野がファンであったことが理由とのこと。
サウンドトラックにはアコースティック・バージョンが収録されている。
「月の繭」（第41話 - 第49話）
作詞 - 井荻麟 / 作曲・編曲 - 菅野よう子 / 唄 - 奥井亜紀
「限りなき旅路」（最終話）
作詞 - C.Piece / 作曲・編曲 - 菅野よう子 / 唄 - 奥井亜紀

### 挿入歌
「Moon」
作詞 / 作曲・編曲  / 歌 - Gabriela Robin（菅野よう子）
「月下美人」
作詞 - 井荻麟 / 作曲 - 小林亜星 / 編曲 - 矢田部正 / 歌 - 西城秀樹
第12話劇中で実際に使用されたアレンジバージョンは「お嬢さん、内緒話です」と改題されている。
「炎と雨」
作詞 - 岩里祐穂 / 作曲・編曲 - 菅野よう子 / 歌 - 奥井亜紀
「Boys about 16」
作詞 - 岩里祐穂 / 作曲・編曲 - 菅野よう子 / 歌 - 岩坂士京
「羽化」
作詞 - 岩里祐穂 / 作曲・編曲 - 菅野よう子 / 歌 - 大塚宗一郎
「ALFA and OMEGA」
作詞 - Carla Vallet / 作曲・編曲 - 菅野よう子 / 歌 - Carla Vallet
「Until」
作詞 - Chris Mosdell / 作曲・編曲 - 菅野よう子 / 歌 - Maryanne Murray
「The song of a stone」
作詞 - Chris Mosdell / 作曲・編曲 - 菅野よう子 / 歌 - 大塚宗一郎
「Black history」
作曲・編曲 - 菅野よう子 / 歌 - 西野薫

### 劇中歌
「宵越しの祭り」
作詞 - 井荻麟 / 作曲 - 菅野よう子 / 編曲 - 菅野よう子 / 歌 - ホワイトドールの祭りの会一同
「月の魂（たま）」
作詞 - 井荻麟 / 作曲 - 菅野よう子 / 編曲 - 菅野よう子 / 歌 - レット隊

## 各話リスト
| 話数   | 放送日        | サブタイトル                              | 脚本                     | 演出                     | コンテ                   | 作画監督                 |
| ------ | ------------- | ----------------------------------------- | ------------------------ | ------------------------ | ------------------------ | ------------------------ |
| SP     | 1999年 4月2日 | ∀ガンダム直前スペシャル 『ターンAターン』 | -                        | -                        | -                        | -                        |
| 第1話  | 4月9日        | 月に吠える                                | 星山博之                 | 渡邊哲哉                 | 斧谷稔                   | 土器手司                 |
| 第2話  | 4月16日       | 成人式                                    | 千葉克彦                 | 森邦宏                   | 斧谷稔                   | 佐久間信一               |
| 第3話  | 4月23日       | 祭の後                                    | 浅川美也                 | 南康宏                   | 斧谷稔                   | 鈴木藤雄                 |
| 第4話  | 4月30日       | ふるさとの軍人                            | 高橋哲子                 | 西森章                   | 西森章                   | 佐久間信一               |
| 第5話  | 5月7日        | ディアナ降臨                              | 星山博之                 | 岩崎良明                 | 斧谷稔 菱田正和          | 戸部敦夫                 |
| 第6話  | 5月14日       | 忘れられた過去                            | 千葉克彦                 | 池端隆史                 | 横山彰利                 | しんぼたくろう 中田栄治  |
| 第7話  | 5月21日       | 貴婦人修行                                | 浅川美也                 | 森邦宏                   | 森邦宏                   | 佐久間信一               |
| 第8話  | 5月28日       | ローラの牛                                | 高橋哲子                 | 渡邊哲哉                 | 横田和                   | 鈴木藤雄                 |
| 第9話  | 6月4日        | コレン、ガンダムと叫ぶ                    | 星山博之                 | 西森章                   | 西森章                   | 佐久間信一               |
| 第10話 | 6月11日       | 墓参り                                    | 高山治郎                 | 山口美浩                 | 斧谷稔 菱田正和          | しんぼたくろう 中田栄治  |
| 第11話 | 6月18日       | ノックス崩壊                              | 千葉克彦                 | 池端隆史                 | 川瀬敏文                 | 佐久間信一               |
| 第12話 | 6月25日       | 地下回廊                                  | 星山博之                 | 杉谷光一                 | 横田和                   | うのまこと               |
| 第13話 | 7月2日        | 年上のひと                                | 浅川美也                 | 岩崎良明                 | 斧谷稔 横山彰利          | 戸部数夫 菱沼義仁        |
| 第14話 | 7月9日        | 別離、再び                                | 高山治郎                 | 西森章                   | 西森章                   | しんぼたくろう 中田栄治  |
| 第15話 | 7月16日       | 思い出は消えて                            | 高橋哲子                 | 渡邊哲哉                 | 斧谷稔                   | 佐久間信一               |
| 第16話 | 7月23日       | ターンAのすべて                           | 総集編（クレジット無し） | 総集編（クレジット無し） | 総集編（クレジット無し） | 総集編（クレジット無し） |
| 第17話 | 7月30日       | 建国のダストブロー                        | 浅川美也                 | 森邦宏                   | 森邦宏                   | 鈴木藤雄                 |
| 第18話 | 8月6日        | キエルとディアナ                          | 高山治郎                 | 山口美浩                 | 斧谷稔 菱田正和          | 佐久間信一               |
| 第19話 | 8月13日       | ソシエの戦争                              | 星山博之                 | 北川正人                 | 斧谷稔 川瀬敏文          | 杉光登                   |
| 第20話 | 8月20日       | アニス・パワー                            | 高橋哲子                 | 西森章                   | 西森章                   | しんぼたくろう 中田栄治  |
| 第21話 | 8月27日       | ディアナ奮戦                              | 星山博之                 | 渡邊哲哉                 | 横田和                   | 佐久間信一               |
| 第22話 | 9月3日        | ハリーの災難                              | 高山治郎                 | 森邦宏                   | 森邦宏                   | 戸部敦夫                 |
| 第23話 | 9月10日       | テテスの遺言                              | 大河内一楼               | 山口美浩                 | 斧谷稔 工堂紘軌          | 佐久間信一               |
| 第24話 | 9月17日       | ローラの遠吠え                            | 高橋哲子                 | 南康宏                   | 斧谷稔 金剛寺弾          | しんぼたくろう 中田栄治  |
| 第25話 | 9月24日       | ウィルゲム離陸                            | 太田愛                   | 北川正人                 | 斧谷稔 鳥羽聡            | 杉光登                   |
| 第26話 | 10月8日       | 悟りの戦い                                | 高山治郎                 | 渡邊哲哉                 | アミノテツロー           | 佐久間信一               |
| 第27話 | 10月15日      | 夜中の夜明け                              | 高山治郎                 | 鳥羽聡 森邦宏            | 斧谷稔                   | 後藤雅巳 菱沼義仁        |
| 第28話 | 10月22日      | 託されたもの                              | 星山博之                 | 西森章                   | 西森章                   | しんぼたくろう 中田栄治  |
| 第29話 | 10月28日      | ソレイユのふたり                          | 星山博之                 | 山口美浩                 | 斧谷稔 横田和            | 佐久間信一               |
| 第30話 | 10月29日      | 胸に抱えて                                | 浅川美也                 | 北川正人                 | 斧谷稔 工堂紘軌          | 杉光登                   |
| 第31話 | 11月5日       | 追撃！ 泣き虫ポゥ                         | 高橋哲子                 | 南康宏                   | 斧谷稔 小原正和          | 佐久間信一               |
| 第32話 | 11月19日      | 神話の王                                  | 太田愛                   | 池端隆史                 | 横山彰利                 | しんぼたくろう 中田栄治  |
| 第33話 | 11月26日      | マニューピチ攻略                          | 太田愛                   | 森邦宏                   | 斧谷稔 西本由紀夫 森邦宏 | 戸部敦夫                 |
| 第34話 | 12月3日       | 飛べ！ 成層圏                             | 高山治郎                 | 山口美浩                 | 川瀬敏文                 | 佐久間信一               |
| 第35話 | 12月10日      | ザックトレーガー                          | 斧谷稔 星山博之          | 西森章                   | 斧谷稔 西森章            | しんぼたくろう 中田栄治  |
| 第36話 | 12月17日      | ミリシャ宇宙決戦                          | 大河内一楼               | 南康宏                   | 南康宏                   | 佐久間信一               |
| 第37話 | 12月24日      | 月世界の門                                | 高橋哲子                 | 池端隆史                 | 横山彰利                 | 佐久間信一               |
| 第38話 | 2000年 1月7日 | 戦闘神ギンガナム                          | 浅川美也                 | 森邦宏                   | 高田淳                   | しんぼたくろう 中田栄治  |
| 第39話 | 1月14日       | 小惑星爆烈                                | 高山治郎                 | 山口美浩                 | 奥田誠治                 | 佐久間信一               |
| 第40話 | 1月21日       | 月面の海戦                                | 大河内一楼               | 渡邊哲也                 | アミノテツロー           | 戸部敦夫 菱沼義仁        |
| 第41話 | 1月28日       | 戦いの決断                                | 星山博之                 | 西森章                   | 西森章                   | 佐久間信一               |
| 第42話 | 2月4日        | ターンX起動                               | 浅川美也                 | 南康宏                   | 奥田誠治                 | しんぼたくろう 中田栄治  |
| 第43話 | 2月11日       | 衝撃の黒歴史                              | 高橋哲子                 | 池端隆史                 | 赤根和樹                 | 佐久間信一               |
| 第44話 | 2月18日       | 敵、新たなり                              | 高山治郎                 | 森邦宏                   | 日高政光                 | 戸部敦夫                 |
| 第45話 | 2月25日       | 裏切りのグエン                            | 大河内一楼               | 鳥羽聡                   | 奥田誠治                 | 佐久間信一               |
| 第46話 | 3月3日        | 再び、地球へ                              | 星山博之                 | 渡邊哲哉                 | 奥田誠治 斧谷稔          | しんぼたくろう 中田栄治  |
| 第47話 | 3月10日       | ギンガナム襲来                            | 高橋哲子                 | 西森章                   | 斧谷稔 西森章            | 佐久間信一               |
| 第48話 | 3月17日       | ディアナ帰還                              | 高山治郎                 | 南康宏                   | 奥田誠治 斧谷稔          | 佐久間信一               |
| 第49話 | 3月24日       | 月光蝶                                    | 高山治郎                 | 池端隆史                 | 斧谷稔 横山彰利          | しんぼたくろう 中田栄治  |
| 第50話 | 4月14日       | 黄金の秋                                  | 浅川美也                 | 森邦宏                   | 斧谷稔 川瀬敏文          | 後藤雅巳 菱沼義仁        |

## サウンドトラック
キングレコードより発売
- オリジナルサウンドトラック1
- オリジナルサウンドトラック2「ディアナ&キエル」
- オリジナルサウンドトラック3「COCOA」
- 劇場版「惑星の午後、僕らはキスをした」
- ∀ガンダムwith菅野よう子コンサートライブ（通常版、DVD付期間限定）

## 放送局
| 放送地域   | 放送局             | 放送期間                                              | 放送日時                              | 放送系列       | ネット状況 | 備考      |
| ---------- | ------------------ | ----------------------------------------------------- | ------------------------------------- | -------------- | ---------- | --------- |
| 関東広域圏 | フジテレビ         | 1999年4月9日 - 2000年3月24日                          | 金曜 16:55 - 17:25                    | フジテレビ系列 | 制作局     | [ 注 9 ]  |
| 北海道     | 北海道文化放送     | 1999年4月16日 - 9月17日 1999年10月1日 - 2000年3月24日 | 金曜 16:30 - 17:00 金曜 16:25 - 16:55 | フジテレビ系列 | 時差ネット | [ 注 10 ] |
| 岩手県     | 岩手めんこいテレビ | 1999年9月頃                                           | 金曜 16:25 - 16:55                    | フジテレビ系列 | 時差ネット |           |
| 山形県     | さくらんぼテレビ   | 1999年9月頃                                           | 日曜 6:30 - 7:00                      | フジテレビ系列 | 時差ネット |           |
| 福島県     | 福島テレビ         | 1999年5月17日 - 同年9月頃 - 2000年6月13日             | 月曜 15:55 - 16:25 火曜 15:30 - 16:00 | フジテレビ系列 | 時差ネット |           |
| 富山県     | 富山テレビ         | 1999年4月24日 - 9月25日 1999年10月7日 - 2000年6月1日  | 土曜 18:30 - 19:00 木曜 16:00 - 16:30 | フジテレビ系列 | 時差ネット |           |
| 中京広域圏 | 東海テレビ         | 1999年9月頃                                           | 木曜 16:00 - 16:27                    | フジテレビ系列 | 時差ネット |           |
| 近畿広域圏 | 関西テレビ         | 1999年9月頃 不明                                      | 金曜 15:55 - 16:25 金曜 16:26 - 16:56 | フジテレビ系列 | 時差ネット | [ 注 11 ] |
| 高知県     | 高知さんさんテレビ | 1999年9月頃                                           | 木曜 16:25 - 16:55                    | フジテレビ系列 | 時差ネット | [ 注 12 ] |
| 福岡県     | テレビ西日本       | 1999年4月16日 - 2000年3月31日                         | 金曜 16:25 - 16:55                    | フジテレビ系列 | 時差ネット |           |
| 鹿児島県   | 鹿児島テレビ       | 2000年10月17日まで放送                                | 火曜 16:00 - 16:30                    | フジテレビ系列 | 時差ネット |           |

フジテレビ、関西テレビ、鹿児島テレビ以外は1999年9月時点での放送時間である。
純然たる再放送や系列局不在地域での他系列局放送を除き、ガンダムのテレビシリーズがテレビ朝日系列以外で放送されるのは初であり、また2024年12月現在フジテレビ系列で放送された唯一のガンダムシリーズである。

## 映像ソフト
2007年にはテレビシリーズを『DVDメモリアルボックス』として『I』『II』の2セットに分けて発売。2014年9月24日に『Blu-ray BOX』の『I』が、同年12月25日に『II』がそれぞれ発売。

## 映画
2002年2月9日より全国一斉公開された劇場版。TVシリーズの全50話に新作カットを加え、全2部作のアニメーション映画として再編集された。日本映画界では初の試みとなる、2部作を日替わりで上映する「サイマル・ロードショー」方式がとられた。キャッチコピーは「人は癒され、ガンダムを呼ぶ！」。
劇場版∀ガンダムI 地球光
（第1話 - 第27話）
劇場版∀ガンダムII 月光蝶
（第28話 - 第50話）
- エンディングテーマ

『AFTER ALL』
作詞 - Chris Mosdell / 作曲・編曲 - 菅野よう子 / 唄 - Donna Burke
- 挿入歌

『THE ETERNITY DANCE』
作詞 - Chris Mosdell / 作曲・編曲 - 菅野よう子 / 唄 - Carla Vallet
『The way to the river』
作曲・編曲  / 歌 - Gabriela Robin（菅野よう子）
- 備考
  - 『I 地球光』は物語の開始から核ミサイルの爆発による「真夜中の夜明け」事件とギャバンの死までを描き、『II 月光蝶』はミドガルドに拉致されたキエルを救い出すためロランたちが戦艦ウィルゲムで宇宙に進出する場面からギム・ギンガナムとの最終決戦とその後日談までを描いている。
  - TVシリーズの中盤に当たる部分が抜け落ちる形となっており、『I 地球光』のエンディングロール内でソシエが戦死したギャバンのために彼の贈ったウェディングドレスを身に纏うシーンがあるのみで、キエルの拉致については補足がなく、『I 地球光』終盤で敵として戦ったレット隊が『II 月光蝶』の開幕時は味方として参加しているなど、劇場版のみを鑑賞しただけでは理解出来ない点も多い。
  - TVシリーズで川で水遊びをしていたロランが誤って川で溺れ、キエルとソシエに助けられるシーンではTVシリーズでは3人とも全裸だったのに対し『I 地球光』ではそれぞれ下着を身につけている（海外放映版のために製作した場面を採用した）。
  - ロランとギンガナムとの生身の最終対決シーンでは、台詞だけが変更され、「剣で戦ったことはあるか」とのギンガナムの問いに対し、ロランはTVシリーズの「一度だけ」とは逆に、『II 月光蝶』では「ありません」と答えている。

## 関連作品

### 小説
∀ガンダム（著：佐藤茂、発行：角川書店［角川スニーカー文庫］、1999年-2000年）
- 1巻「初動」
- 2巻「騒乱」
- 3巻「百年の恋」
- 4巻「火と月」
- 5巻「月光蝶」
- 「Episodes」

1から5巻までのカバーイラストと挿絵は富野由悠季から依頼されて萩尾望都が担当。番外編の「Episodes」は鶴田謙二が担当。TVアニメ版をベースにしながらも、ブラックドールや、ナノマシンによる性転換など、富野原案にあったハードな要素も取り入れている。
∀ガンダム（上・下）（著：福井晴敏、発行：角川春樹事務所［ハルキ・ノベルス］、2000年）
2001年に『月に繭 地には果実』（上・中・下）と改題され幻冬舎文庫から出版された。また2005年に『月に繭 地には果実 From Called "∀" Gundam』として（幻冬舎）からハードカバーで出版された。さらに2007年に講談社BOXから『∀ガンダム 月に繭 地には果実』（上・下）として出版された。ハルキ・ノベルス版の表紙はキエルとディアナのコスチュームを着たモデルによる実写写真、幻冬舎文庫版の表紙は天明屋尚により描かれた武者絵巻風の作品「スターウォーズ」（2007年現在個人蔵）、幻冬舎ハードカバー版は安田朗によるキエルとディアナのイラスト、講談社BOX版は同じく安田のイラストという風に、再出版のたびに装幀の趣向が変化している。
TVシリーズと異なり、中盤以降は戦争による大量虐殺や都市破壊が描かれるなど、かつて富野が執筆した宇宙世紀を舞台とするガンダムシリーズのノベライズ版を思い起こさせるハードな内容となっている。「GUSOH」など福井作品でおなじみの兵器が登場したり、TVシリーズでは詳細に語られなかった熱核反応炉に代わるモビルスーツの主機関縮退炉や、Iフィールド駆動機構などの細密な描写、ニュータイプの概念、黒歴史を綿密に描いている。また、結末も大きく異なっている。
江戸川乱歩賞受賞作家がアニメ作品のノベライズに取り組んだということで話題を呼んだ。文庫化の際に「ガンダム」の文字が外されたのは、『亡国のイージス』等で認知された新進作家・福井のオリジナル作品として売ろうとした幻冬舎の意向によるものである。福井は「俺の印税が減ってもいいからガンダムの名前を残したい。その方が若い読者を獲得できる」と主張した。各版において内容の変更はない。

### 漫画
コミックボンボン版 ときた洸一画 講談社ボンボンコミックス・全2巻
TVシリーズに準じた内容になっているが、月刊誌ということもあり、省略されているエピソードも多い。発掘されるモビルスーツの機種に関しても多少異なり、ムットゥーに代わりバウンド・ドック、コレン専用カプルに代わりガンダムアスクレプオスが登場する。
マガジンZ版 曽我篤士画 講談社マガジンZコミックス・全5巻
ボンボン版と同じく月刊誌での連載だが、アニメ版が放送を終了した後も連載が続けられた。そのため後半は岩瀬昌嗣が描いた『機動戦士ガンダムSEED』シリーズが平行して連載されることとなる。前半はTVシリーズに沿った形でストーリーが進行していくが、後半からオリジナルエピソードが挿入されるなど漫画版独自の展開を見せ、TVシリーズでは死亡するキャラが生存していたり、逆に生存しているキャラが死亡していたりする。また、ラストに至る一連の展開もTVシリーズとは異なる。
月の風（著：あきまん）角川書店カドカワコミックス・エース・全1巻
TVシリーズ本編のキャラクターデザインを手がけた安田朗によるTVシリーズ本編のプロローグ的エピソードを描いた完全オリジナル作品。著者表記は「あきまん（安田朗）」となっている。TVシリーズ終了後に『ガンダムエース』誌で連載された。物語は地球に降りる前の降下訓練中のロランを中心に展開し、ライバルの訓練生シャルル・グレイなどのオリジナルキャラクターも登場する。諸事情により単行本化が延期されていたが、加筆・修正をした上で『∀ガンダム 月の風』のタイトルにて、2007年6月26日に発売された。『∀ガンダム』の後年に制作された『ガンダムSEED』シリーズの舞台である「コズミック・イラ」も黒歴史に含まれることについて言及している。

### ゲーム
SDガンダム GGENERATION F
一部シナリオとキャラクター、機体のみが隠し要素として登場。
SDガンダム GGENERATION portable
初めて、本作のシナリオが本格的に再現された。
SDガンダム GGENERATION SPIRITS
最終ボスとしてゲスト登場。能力や演出がゲーム独自のものになっており、∀ガンダムが新たな解釈で描かれている。
SDガンダム GGENERATION WARS

SDガンダム GGENERATION WORLD
原作の機体の他に、『SPIRITS』の∀ガンダム（黒歴史）が登場。
SDガンダム GGENERATION モノアイガンダムズ
黒歴史の真実を伝えるために遙か遠い未来から時空を飛んで登場する。
SDガンダム GGENERATION GENESIS
『SPIRITS』と同じく、最終ボスとしてゲスト登場。
ガンダムトゥルーオデッセイ 〜失われしGの伝説〜
本作のキャラクターデザインを務めた安田朗が、同様にキャラクターデザインを担当しており、当初は『∀ガンダム』の続編『∀ガンダムII』として制作が始まったが、制作段階でサンライズから待ったがかかり、その結果実際に発表されたの形の作品内容となったことが本人の口から明かされている。
ガンダム無双シリーズ
ガンダム無双1ではロランとホレスのみ、ガンダム無双2ではロラン（ローラ・ローラ）、ギンガナム、ディアナが登場する。
スーパーロボット大戦α外伝
前作の舞台の遠い未来に登場する。『機動新世紀ガンダムX』や『戦闘メカ ザブングル』とのクロスオーバー要素が多い。
スーパーロボット大戦Z
7年ぶり、2度目の登場。通称「Zシリーズ」第1作目。このSRWシリーズではこれまで戦闘時の演出で背景が宇宙に変わったり敵を月面に叩きつけたりしていたのだが、ターンXとアクエリオンが初戦闘した折りにギム・ギンガナムが、「貴様か、月面に何度も拳を打ちつけていたのは！」と激怒憤慨し、ただの演出ではなかったことがシリーズで初めて語られている。
第2次スーパーロボット大戦Z 破界篇/再世篇
「Zシリーズ」第2作目。前後編の二編構成。
第3次スーパーロボット大戦Z 天獄篇
「Zシリーズ」第3作目にして完結編。こちらも二編構成でその後編にあたるが、前編である『時獄篇』には登場しない。
スーパーロボット大戦X-Ω

Another Century's Episode 3 THE FINAL
一部の機体とキャラクターが隠し要素として登場（シナリオ本編は再現しない）。